# Республиканская гвардия Ирака
Республиканская гвардия Ирака (араб. الحرس العراقي الجمهوري‎; аль-Харис аль-Джамхури) — элитные войска в составе вооружённых сил Ирака, существовавшие в 1980—2003 годах.

## История
Республиканская гвардия была создана в 1980 году с целью обеспечения личной безопасности Саддама Хусейна. Поначалу в её составе находилась лишь одна бригада, в которую набирали исключительно выходцев из Тикрита — родного города Саддама. В связи с тяжёлым положением Ирака в середине ирано-иракской войны гвардия была значительно расширена, в неё по-прежнему набирали добровольцев, однако теперь уже из разных районов Ирака. Подразделения Республиканской гвардии были отправлены на фронт и с успехом принимали участие в операциях последнего иракского наступления войны весной—летом 1988 года.
После ирано-иракской войны Республиканская гвардия получила репутацию самого боеспособного элемента иракских сухопутных войск. Её подразделения имели самое лучшее вооружение, включая все имевшиеся у Ирака танки Т-72, а гвардейцы получали более высокую зарплату, чем обычные солдаты. В августе 1990 года четыре дивизии Республиканской гвардии составили костяк иракских сил, вторгшихся в Кувейт и оккупировавших его. В ходе последовавшей затем войны в Персидском заливе гвардия вновь была существенно расширена (хотя это расширение носило, по всей видимости, временный характер). Дивизии, находившиеся в Кувейте, понесли большие потери в результате воздушных ударов союзников; несмотря на это, во время наземной кампании они избежали участи многих других иракских частей, сумев организованно отступить на территорию Ирака и сохранить боеспособность. Сразу после завершения войны они сыграли важную роль в подавлении шиитского восстания на юге Ирака.
В 1992 году (по другим данным, в 1995-м) была создана Специальная Республиканская гвардия, функциями которой были обеспечение безопасности Багдада и дворцов Саддама Хусейна. Она была также известна как «Золотая дивизия», хотя состояла из отдельных батальонов и формально дивизией не являлась.
В середине 1995 года Республиканская армия подверглась волне политических репрессий, вызванных попыткой мятежа в её подразделениях. Всё началось с того, что в мае несколько офицеров попытались организовать переворот. Они были схвачены и убиты, что спровоцировало мятеж батальона, которым командовали офицеры-соплеменники погибших. Батальон пытался штурмовать багдадскую тюрьму Абу-Грейб, и для подавления мятежа потребовалось вмешательство двух гвардейских бригад, оставшихся лояльными Хусейну. Несмотря на верность президенту, подразделения Республиканской гвардии стратегически размещались за пределами Багдада, в целях предотвращения попыток переворота.
Во время вторжения американо-британских войск в Ирак весной 2003 года Республиканская гвардия участвовала в боях южнее Багдада, однако не сумела остановить продвижение союзников. Ответственность за неудачи в этой кампании гвардейские офицеры возлагали на своего командира Кусея Хусейна, отдававшего крайне некомпетентные приказы. По словам полковника Раеда Файка: «Это были приказы дебила. Кусей походил на подростка, игравшего в войну на компьютере». Распоряжением Временной коалиционной администрации Республиканская гвардия была расформирована 23 мая 2003 года вместе со всеми остальными структурами вооружённых сил Ирака.

## Общая информация
Республиканская гвардия не подчинялась министерству обороны Ирака и находилась в ведении специального командования, возглавлявшегося сыном Саддама Хусейна Кусеем. В 1990-е годы все гвардейские дивизии были организованы в два корпуса, дислоцировавшиеся к северу и югу от Багдада.
По существующей оценке, к началу войны 2003 года части Республиканской гвардии насчитывали примерно 50 тыс. военнослужащих и 400 танков в составе 6 дивизий. Специальная Республиканская гвардия имела 10 тыс. человек и 100 танков в составе 4 бригад. Во время войны сообщалось, что ежемесячная зарплата новобранцев в гвардейских подразделениях составляла около 80 тыс. динаров (40 долларов США), кроме того, они имели ряд привилегий по сравнению с обычными солдатами.
Ниже перечислены известные дивизии Республиканской гвардии, существовавшие после окончания ирано-иракской войны.
- 1-я бронетанковая дивизия «Хаммурапи»
- 2-я бронетанковая дивизия «Медина» (аль-Медина аль-Мунавера)
- 3-я механизированная дивизия «Тавакална» (Tawakalna ala-Allah; к началу войны 2003 года расформирована)
- 4-я механизированная дивизия «Аль-Фао» (к началу войны 2003 года расформирована)
- 5-я механизированная дивизия «Багдад»
- 6-я механизированная дивизия «Навуходоносор»
- 7-я моторизованная дивизия «Аднан»
- бронетанковая дивизия «Аль-Нида»
- механизированная дивизия «Аль-Абед»
- дивизия специального назначения «Ас-Сайка»